# Vojo
Vojo je moško osebno ime.

## Izvor imena
Ime Vojo je različica moškega osebnega imena Vojko.

## Pogostost imena
Po podatkih Statističnega urada Republike Slovenije je bilo na dan 31. decembra 2007 v Sloveniji število moških oseb z imenom Vojo: 43.

## Osebni praznik
V koledarju je ime Vojo zapisano pri imenu Vojko.